# České centrum New York
České centrum New York (anglicky Czech Center New York) je kulturní centrum v New Yorku, jehož cílem je seznámit americkou veřejnost s kulturou České republiky a pomoci českým umělcům uspět v USA. Sídlí na Manhattanu v České národní budově na adrese 321 E 73 Street. Současnou ředitelkou je Tereza Porybná.

## Historie
Centrum bylo založeno v roce 1995, původně se nacházelo na adrese 1109 Madison Avenue, kde se sídlí Stálá mise České republiky při OSN. Od října roku 2008 se nachází v druhém patře České národní budovy.

## Činnost
Centrum je součástí sítě českých center podřízených ministerstvu zahraničí. Organizuje umělecké výstavy, koncerty, diskuse a kurzy českého jazyka. Pravidelně pořádá události jako Ozvěny Ji.hlavy a Noc literatury. Také spolupracuje s dalšími kulturními institucemi v New Yorku. Mezi ně patří organizace podobného charakteru jako jsou Goethe-Institut, New York nebo Instituto Cervantes, New York a také významná americká muzea a hudební síně jako Metropolitní muzeum umění, Carnegie Hall a Metropolitní opera.
Centrum má dále vlastní galerii a knihovnu, které jsou pravidelně přístupné veřejnosti.